# Barokhoorn

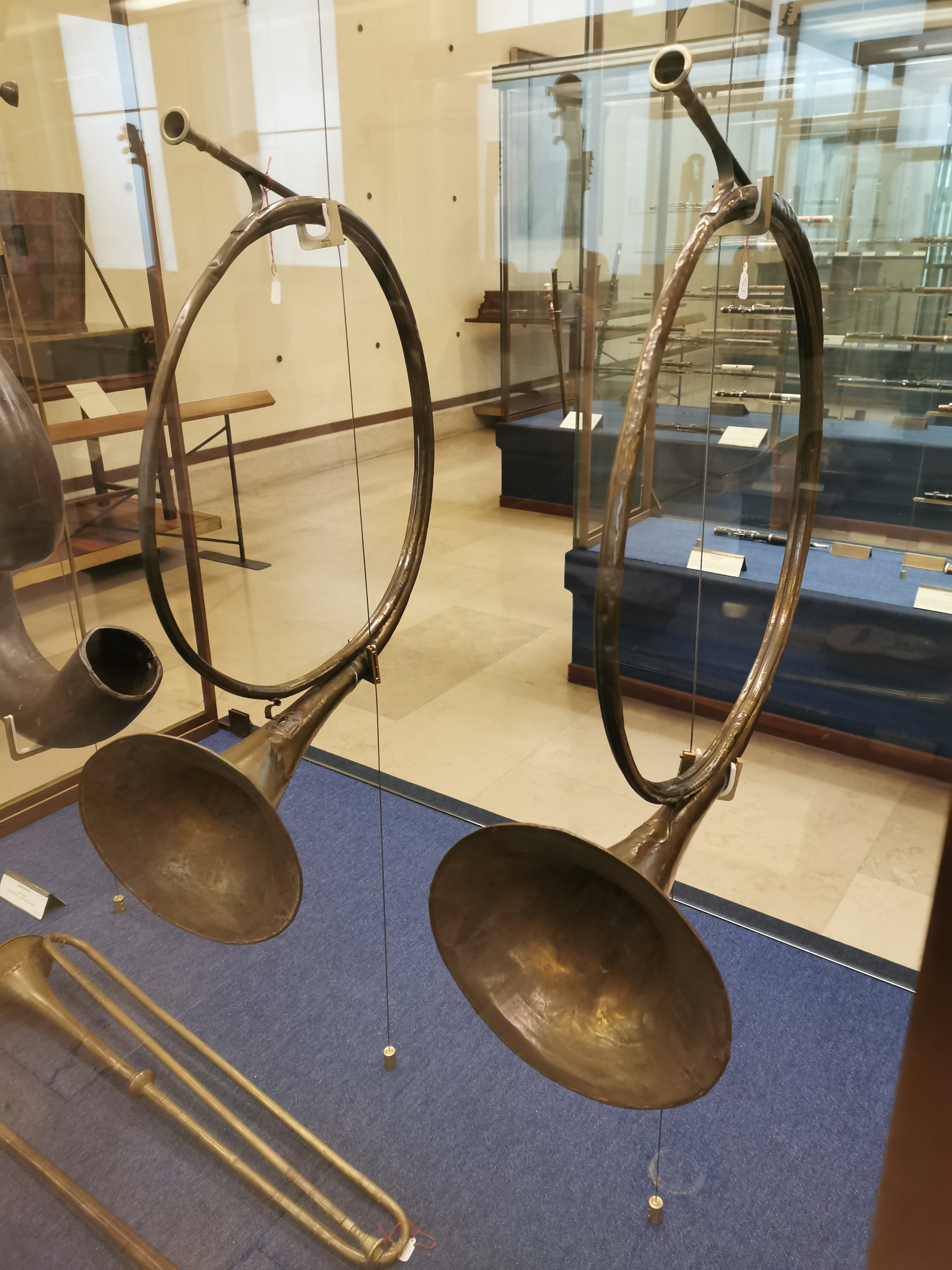
Twee natuurhoorns uit 1712, bewaard in het Muziekinstrumentenmuseum van het Castello Sforzesco in Milaan, Italie. Het zijn de oudste nog bestaande orkesthoorns.

Een barokhoorn is een koperen blaasinstrument uit de barokperiode (ongeveer 1600–1750). De barokhoorn of barok hoorn is een van de eerste koperen natuurhoorns, hiervoor werden nog echte natuurlijke dierenhoorns bespeeld.  De barokhoorn heeft geen ventielen of kleppen en bestaat uit een lange, opgerolde buis waaruit de speler alleen natuurtonen (de boventoonreeks) kan spelen. Om verschillende stemmingen te kunnen spelen, werden er verwisselbare buizen (crooks of stembeugels) gebruikt die de lengte van het instrument aanpassen.
Oorspronkelijk werd de barokhoorn gebruikt voor signalen, bijvoorbeeld bij de jacht, maar in de barokperiode kreeg het ook een rol in het orkest. Spelers kunnen hun hand in de beker steken, wat "stoppen" genoemd wordt, om zo tonen te buigen en zelfs chromatische tonen te spelen ondanks het ontbreken van ventielen.
De klank van de barokhoorn is warm en rond, en tegenwoordig wordt het vooral gebruikt bij historisch geïnformeerde uitvoeringen van barokmuziek. Het instrument geldt als de voorloper van de moderne hoorn, die pas in de 19e eeuw met ventielen werd uitgerust. In de overgangsperiode kregen barokhoorns soms 1 of 2 ventielen om "onmogelijke" noten goed te laten klinken. Originele barokhoorns zijn zeer zeldzaam maar nog wel te koop bij o.a. Stefan Blonk.
De klassieke natuurhoorn, uit de klassieke periode (ca. 1750–1820 en later), is een verdere ontwikkeling van de barokhoorn. Weliswaar nog altijd zonder ventielen, maar er is meer verfijning: de hoorn krijgt een compacter design en geavanceerdere crooks. Het gebruik van de "hand-in-de-beker"-techniek (hand-stopping) wordt belangrijker, omdat men hiermee extra tonen kon produceren (chromatiek). De klank wordt voller, en het instrument sluit beter aan bij de groeiende orkestbezettingen en de veranderende muzikale smaak.

#### Beoefenaars
Er zijn diverse beoefenaars van de barokhoorn, zowel in het heden als in het verleden. Een bekende naam is onder andere: Dennis Brain, die bekend staat als een van de grootste hoornisten van de 20e eeuw.
Daarnaast zijn er diverse hedendaagse ensembles en musici die zich bezighouden met het spelen van barokmuziek op authentieke instrumenten, waaronder de barokhoorn, bijvoorbeeld de Nederlandse Bachvereniging, Orkest van de Achttiende Eeuw, Il Giardino Armonico en het Leids Barok Ensemble. 

#### Componisten en hun werken:
- Franz Xaver Richter: Grande Symphonie no.1 in Bes groot.
- Joseph Haydn: Hoornconcert no.2 in D groot Hob VIId:4.
- Charles Avison: Concerto In Seven Parts no.6 in D groot (naar Scarlatti).
- Wolfgang Amadeus Mozart: Symfonie nr.4 in D groot KV19.
- Pietro Antonio Locatelli: Sinfonia Funebre In F klein.